# Герб Нагорского района
Герб муниципального образования «Нагорский район» — опознавательно-правовой знак, составленный и употребляемый в соответствии с правилами геральдики, служащий символом муниципального района «Нагорский район» Кировской области Российской Федерации.

## Описание герба
Описание герба:
В золотом поле три зелёных холма, на среднем высоком, расположенном впереди боковых, — чёрный токующий глухарь с червлёными клювом, бровями и лапами.

## Обоснование символики
Обоснование символики:
Герб гласный: на название района — Нагорский — указывают в гербе три холма. Территория муниципального образования, вторая по площади в Кировской области, одна из самых богатых лесами, что способствует сохранению и распространению тех видов зверей и птиц, которые в других местах исчезают или полностью исчезли. Таким жителем леса является глухарь, красивая, величественная, чуткая и осторожная птица, обитающая в самых укромных лесных уголках. Эти токующие царь-птицы, изображенные в гербе, не только обозначают всю полноту лесных и других природных богатств района, но и символизируют процветание, благополучие и мудрость.

## История создания
- 19 декабря 2014 — герб района утверждён решением Нагорской районной Думы[1].